# Beulah Valley
Beulah Valley es un lugar designado por el censo ubicado en el condado de Pueblo en el estado estadounidense de Colorado. En el Censo de 2020 tenía una población de 518 habitantes y una densidad poblacional de 29,10 personas por km².

## Geografía
Beulah Valley se encuentra ubicado en las coordenadas 38°3′9″N 104°58′45″O / 38.05250, -104.97917. Según la Oficina del Censo de los Estados Unidos, Beulah Valley tiene una superficie total de 17.8 km², de la cual 17.79 km² corresponden a tierra firme y (0.03%) 0.01 km² es agua.

## Demografía
Según el censo de 2020, había 518 personas residiendo en Beulah Valley. La densidad de población era de 29,10 hab./km². De los 518 habitantes, Beulah Valley estaba compuesto por el 88.03% blancos, el 0.97% eran afroamericanos, el 0.39% eran amerindios, el 0% eran asiáticos, el 0.19% eran isleños del Pacífico, el 2.34% eran de otras razas y el 0.9% pertenecían a dos o más razas. Del total de la población el 8.88% eran hispanos o latinos de cualquier raza.